# Listă de actori americani (A-D)
Aceasta este o listă de actori din Statele Unite ale Americii (A-D):

Cuprins: Început - 0–9 A B C D E F G H I J K L M N O P Q R S T U V W X Y Z

## A
Aaliyah - Angela Aames - Willie Aames - Philip Abbott - Kareem Abdul-Jabbar - Walter Abel - Tim Abell - F. Murray Abraham - Amy Acker - Jean Acker - Bettye Ackerman - Jensen Ackles - Art Acord - Acquanetta - Eddie Acuff - Amy Adams - Brooke Adams - Cecily Adams - Dorothy Adams - Jane Adams (actriță) - Poni Adams - Joey Lauren Adams - Mason Adams - Nick Adams - Oliver Adams - Stanley Adams (actor) - Amanda Aday - Jay Adler - Luther Adler - Ben Affleck - Casey Affleck - John Agar - Christina Aguilera - Philip Ahn - Danny Aiello - Liam Aiken - Marc Alaimo - Devon Alan - Joe Alaskey - Jessica Alba - Edward Albert - Frank Albertson - Lola Albright - Alan Alda - Ginger Alden - Ira Aldridge - Alexa Hamilton - Ross Alexander - Wayne Alexander - Brandy Alexandre (porno zvezda) - Phillip Alford - Tatyana Ali - Jennifer Allan - Ashley Allen - Chad Allen - Fred Allen - India Allen - Karen Allen - Krista Allen - Nancy Allen (actriță) - Rex Allen - Robert (Tex) Allen - Tessa Allen - Tim Allen - Kirstie Alley - Carol Alt - Summer Altice - Jeff Altman - Lyle Alzado - Lauren Ambrose - Don Ameche - Jim Ameche - Adrienne Ames - Leon Ames - Mädchen Amick - Suzy Amis - Gianna Amore - Morey Amsterdam - Eva Amurri - Bridgette Andersen - Broncho Billy Anderson - Eddie Anderson - Harry Anderson - Loni Anderson - Melissa Sue Anderson - Pamela Anderson - Richard Dean Anderson - Marliece Andrada - Lona Andre - Leesa and Laura Andrew - Dana Andrews - David Andrews (actor) - Edward Andrews - Giuseppe Andrews - Michael Angarano - Jack Angel - Jennifer Aniston - Ann Robinson - Anthony Crivello - Steve Antin - Susan Anton - Lou Antonio - Shiri Appleby - Christina Applegate - Fatty Arbuckle - Allan Arbus - Penny Arcade - Anne Archer - Beverly Archer - Leila Arcieri - Eve Arden - Lee Arenberg - Carmen Argenziano - Richard Arlen - Russell Arms - Curtis Armstrong - Desi Arnaz mlajši - Lucie Arnaz - James Arness - Stefan Arngrim - Edward Arnold (actor) - Tom Arnold (actor) - Judie Aronson - Alexis Arquette - Cliff Arquette - David Arquette - Patricia Arquette - Rosanna Arquette - Harry Arras - Emily Arth - Robert Arthur - Jean Arthur - Stacy Arthur - Dana Ashbrook - Daphne Ashbrook - Linden Ashby - John Mallory Asher - Karan Ashley - Frank Ashmore - Ed Asner - Kate Asner - Armand Assante - Fred Astaire - Mackenzie Astin - Sean Astin - William Atherton - Christopher Atkins - Šarif Atkins - Tom Atkins (actor) - Tanveer K. Atwal - René Auberjonois - K.D. Aubert - Lynne Austin - Ned Austin - Stone Cold Steve Austin - Alan Autry - Gene Autry - Frankie Avalon - Margaret Avery - Reiko Aylesworth - Agnes Ayres -

## B
Barbara Babcock - Morena Baccarin - Barbara Bach - Catherine Bach - Dian Bachar - Cheryl Bachman - Brian Backer - Jim Backus - David Bacon - Kevin Bacon - Lloyd Bacon - Michael Badalucco - Diedrich Bader - Mary Badham - Jane Badler - Max Baer mlajši - Max Baer - Parley Baer - Ross Bagdasarian - King Baggot - Marcus Bagwell - Eion Bailey - G.W. Bailey - Fay Bainter - Jimmy Baio - Scott Baio - Diora Baird - Diane Baker - Dylan Baker - Joe Don Baker - Kenny Baker (1912-1985) - Leigh-Allyn Baker - Brenda Bakke - Scott Bakula - Bob Balaban - Belinda Balaski - Adam Baldwin - Alec Baldwin - Stephen Baldwin - William Baldwin - Eric Balfour - Fairuza Balk - Lucille Ball - Alimi Ballard - Kaye Ballard - George Bancroft (actor) - Reggie Banister - Tallulah Bankhead - Elizabeth Banks - Jonathan Banks - Steven Banks - Vilma Banky - Josette Banzet - Theda Bara - Adrienne Barbeau - Andrea Barber - Lisa Barbuscia - Judith Barcroft - Arija Bareikis - Lynn Bari - Lex Barker - Ellen Barkin - Christopher Daniel Barnes - Charlie Barnett (actor) - Etta Moten Barnett - Bruce Baron - Roseanne Barr - Paul Barresi - Majel Barrett - Wendy Barrie - Barbara Barrie - Dana Barron - Henry A. Barrows - Diana Barrymore - Drew Barrymore - John Drew Barrymore - Judith Barsi - Paul Bartel - Harry Bartell - Justin Bartha - Richard Barthelmess - Bonnie Bartlett - Mischa Barton - Steve Barton - Skye McCole Bartusiak - Billy Barty - Richard Basehart - Grof Basie - Kim Basinger - Angela Bassett - Hezekiah Linthicum Bateman - Jason Bateman - Justine Bateman - Sidney Frances Bateman - Kathy Bates - Randall Batinkoff - Jaime Lyn Bauer - Steven Bauer - Frances Bavier - Anne Baxter - Arlene Baxter - Meredith Baxter - Warner Baxter - Michael Beach - Jennifer Beals - Orson Bean - Maria Beatty - Ned Beatty - Warren Beatty - Trace Beaulieu - Hugh Beaumont - Bobby Beausoleil - Garcelle Beauvais - Julian Beck - Kimberly Beck - Scotty Beckett - Brice Beckham - Irene Bedard - Bonnie Bedelia - Noah Beery mlajši - Ed Begley - Ed Begley mlajši - Jason Behr - Shari Belafonte - Catherine Bell - Drake Bell - Kristen Bell - Lake Bell - Marshall Bell - Michael Bell - Madge Bellamy - Camilla Belle - Maria Bello - Robert Beltran - James Belushi - John Belushi - Richard Belzer - Ben Shenkman - Paul Ben-Victor - Bea Benaderet - Robert Benchley - William Bendix - Dirk Benedict - Bruce Bennett - Constance Bennett - Jimmy Bennett - Joan Bennett - Amber Benson - Robby Benson - Wes Bentley - Barbi Benton - Julie Benz - John Beradino - Tom Berenger - Marisa Berenson - Justin Berfield - Lorne Berfield - Gertrude Berg - Carmen Berg - Peter Berg - Candice Bergen - Edgar Bergen - Jaime Bergman - Mary Kay Bergman - Xander Berkeley - Elizabeth Berkley - Milton Berle - Andy Berman - Shelley Berman - Carlos Bernard - Crystal Bernard - Harry Bernard - Corbin Bernsen - Halle Berry - Ken Berry - Michael Berryman - Valerie Bertinelli - Marcheline Bertrand - James Best - Angela Bettis - Carl Betz - Leslie Bevis - Tanya Beyer - Richard Beymer - Jello Biafra - Mayim Bialik - Charles Bickford - Michael Biehn - Jessica Biel - Ramon Bieri - Craig Bierko - Jason Biggs - Richard Biggs - Nicole Bilderback - Barbara Billingsley - John Billingsley - Rachel Bilson - Bing Russell - Traci Bingham - Thora Birch - Billie Bird - Ed Bishop - Joey Bishop - Whit Bissell - Josie Bissett - Bill Bixby - Nadia Bjorlin - Alex Black - Jack Black (actor) - Shane Black - Tony Black - Joan Blackman - Suzanne Blackmer - Linda Blair - Selma Blair - Amanda Blake - Madge Blake - Robert Blake (actor) - Susan Blakely - Jolene Blalock - Mel Blanc - Clara Blandick - Sally Blane - Billy Blanks - Alexis Bledel - Yasmine Bleeth - Billy Bletcher - Corbin Bleu - Dan Blocker - Joan Blondell - Marc Blucas - Larry Blyden - Ann Blyth - Eleanor Boardman - Tina Bockrath - Earl Boen - Francis Boggs - Ray Bolger - Joseph Bologna - Matthew Bomer - Danny Bonaduce - Julian Bond - Tommy Bond - Ward Bond - Beulah Bondi - Frank Bonner - Gillian Bonner - Sonny Bono - Brian Bonsall - Jessica Boone - Pat Boone - Richard Boone - Mika Boorem - Connie Booth - Edwina Booth - Powers Boothe - Sting (rokoborec) - David Boreanaz - George A. Borgman - Matt Borlenghi - Alex Borstein - Johnny Yong Bosch - Philip Bosco - Tom Bosley - Rachel Boston - Barry Bostwick - Brian Bosworth - Kate Bosworth - Katherine Anna Bosworth - Timothy Bottoms - Caprice Bourret - Julie Bovasso - Linda Bove - Clara Bow - Dorris Bowdon - Julie Bowen - Roger Bowen - Lee Bowman - Bruce Boxleitner - Cayden Boyd - Jenna Boyd - Jimmy Boyd - Stephen Boyd - William Boyd (actor) - Bill 'Cowboy Rambler' Boyd - Karen Boyer - Katy Boyer - Lara Flynn Boyle - Lisa Boyle - Peter Boyle - Eddie Bracken - Bradford Tatum - Jesse Bradford - Terry Bradshaw - Alice Brady - Zach Braff - Neville Brand - Jonathan Brandis - Marlon Brando - Michael Brandon - Brandi Brandt - Laura Branigan - Hugh Brannum - Dominick Brascia - Brat Pack - Benjamin Bratt - Andre Braugher - Deanne Bray - Thom Bray - Lucille Bremer - Brennan Brown - Eileen Brennan - John G. Brennan - Walter Brennan - Amy Brenneman - Evelyn Brent - Abigail Breslin - Spencer Breslin - Jordana Brewster - Paget Brewster - Brian Reddy - Angelica Bridges - Beau Bridges - Chloe Bridges - Jeff Bridges - Jordan Bridges - Lloyd Bridges - Charlie Brill - Fran Brill - Ashlie Brillault - Cynthia Brimhall - Wilford Brimley - Christie Brinkley - Lorenzo Brino - Myrinda Brino - Nikolas Brino - Zachary Brino - Don Briscoe - Tiffany Brissette - Deem Bristow - Connie Britton - Eloise Broady - Bill Brochtrup - Gladys Brockwell - Beth Broderick - Steve Brodie (actor) - Adam Brody - Adrien Brody - James Brolin - Josh Brolin - J. Edward Bromberg - Betty Bronson - Charles Bronson - Albert Brooks - Avery Brooks - Cindy Brooks - Conrad Brooks - Deanna Brooks - Golden Brooks - Louise Brooks - Mehcad Brooks - Randy Brooks - Richard Brooks (actor) - Edward Brophy - Kevin Brophy - Ben Browder - Barry Brown - Blair Brown - Clancy Brown - Horace G. Brown - Jim Brown - Johnny Mack Brown - Julie Brown - Timothy Brown (actor) - W. Earl Brown - Kale Browne - Virginia Bruce - Agnes Bruckner - Chelsea Brummet - Billi Bruno - Ellen Bry - Peter James Bryant - Larry Bryggman - Edgar Buchanan - Jack Buetel - Sandra Bullock - Brooke Bundy - John Bunny - Sonny Bupp - Cody Burger - Neil Burgess (comic) - Gary Burghoff - Richard Burgi - Billie Burke - Delta Burke - Carol Burnett - Smiley Burnette - Brooke Burns - George Burns - Jere Burns - Marilyn Burns - Raymond Burr - Hedy Burress - Ellen Burstyn - David Burtka - LeVar Burton - Adam Busch - Gary Busey - Jake Busey - Timothy Busfield - Sophia Bush - Akosua Busia - Paul Butcher (actor) - Dick Butkus - Brett Butler (comic) - Cher Butler - Dan Butler - Red Buttons - Pat Buttram - Sarah Buxton - Ruth Buzzi - Amanda Bynes - Jim Byrnes - 

## C
James Caan - Scott Caan - Tawnni Cable - Bruce Cabot - Susan Cabot - Frank Cady - Adolph Caesar - Sid Caesar - Nicolas Cage - James Cagney mlajši - James Cagney - Erin Cahill - Dean Cain - Haven Cain - Louis Calhern - Rory Calhoun - K Callan - Sarah Wayne Callies - Candace Cameron - Dean Cameron - Kirk Cameron - Nancy Cameron - Colleen Camp - Joseph Campanella - Bruce Campbell - Jennifer Campbell - Ken Hudson Campbell - Larry Joe Campbell - Maria Canals Barrera - Mary Grace Canfield - Bobby Cannavale - Stephen J. Cannell - Dyan Cannon - J.D. Cannon - Joanna Canton - Eddie Cantor - Cady Cantrell - Yakima Canutt - Lizzy Caplan - Francis Capra - Frank Capra III. - Alaina Capri - Kate Capshaw - Linda Cardellini - Vivien Cardone - Steve Carell - Harry Carey mlajši - Macdonald Carey - Olive Carey - George Carlin - Kelly Carlson - Linda Carlson - Amy Carlson - Hope Marie Carlton - Chris Carmack - Kona Carmack - Roger C. Carmel - Tonantzin Carmelo - Robert Carmine - Ryan Carnes - Alan Carney - Morris Carnovsky - Cindy Carol - Heather Carolin - Charisma Carpenter - Laurie Carr - David Carradine - John Carradine - Keith Carradine - Robert Carradine - Barbara Carrera - Tia Carrere - Jim Carrey - Corey Carrier - Leo Carrillo - Rodney Carrington - Pat Carroll - L.M. Kit Carson - Lisa Nicole Carson - Dixie Carter - Elan Carter - Jack Carter (comic) - Lynda Carter - Nell Carter - Gabrielle Carteris - Nancy Cartwright (actriță) - Veronica Cartwright - Anthony Caruso - David Caruso - Dana Carvey - Sharon Case - Adriana Caselotti - Dylan Cash - John Cassavetes - Andrew Cassese - Tom Cassett - David Cassidy - Jack Cassidy - Joanna Cassidy - Katie Cassidy - Michael Cassidy (actor) - Shaun Cassidy - Ted Cassidy - John Cassisi - Dan Castellaneta - Christopher Castile - Mary Castro - Coralina Cataldi-Tassoni - Phoebe Cates - Mary Jo Catlett - Emma Caulfield - James Caviezel - John Cazale - Cedric Yarbrough - Michael Ceveris - Lacey Chabert - George Chakiris - Richard Chamberlain - Helen Chandler - Jeff Chandler (actor) - Kyle Chandler - Lane Chandler - Lon Chaney mlajši - Lon Chaney starejši - Carol Channing - Stockard Channing - Damian Chapa - Geraldine Chaplin - Sydney Earle Chaplin - Judith Chapman - Lonny Chapman - Cyd Charisse - Josh Charles - Stuart Charno - Melanie Chartoff - Cheryl Chase - Chevy Chase - Daveigh Chase - Tom Chatterton - Richard Chaves - Ricardo Chavira - Don Cheadle - Kristin Chenoweth - Cher - Hal E. Chester - Michael Chiklis - Lois Chiles - Nick Chinlund - David Chiu - Chloe (actriță) - Anna Chlumsky - John Cho - Marcus Chong - Chris Casamassa - Marilyn Chris - Erika Christensen - Tonja Christensen - Claudia Christian - Shawn Christian - Alexandra Bokyun Chun - Thomas Haden Church - Berton Churchill - Julie Lynn Cialini - Eddie Cibrian - Jude Ciccolella - Natalia Cigliuti - Marguerite Clark - Clark Bartram - Anna Clark - Candy Clark - Daniel Clark (actor) - Fred Clark - Ken Clark (actor) - John Sleeper Clarke - Julie Clarke - Melinda Clarke - Lana Clarkson - Patricia Clarkson - Juanin Clay - Jill Clayburgh - David Clennon - Scott Clifton - Kristi Cline - Roger Clinton mlajši - George Clooney - Glenn Close - Eric Close - Joe Cobb - Lee J. Cobb - Bill Cobbs - Charles Coburn - James Coburn - Imogene Coca - Steve Cochran - Rory Cochrane - Bill Cody mlajši - Kyle Cohen - Mike Cohen - Robyn Cohen - Scott Cohen - Claudette Colbert - Gary Cole - Taylor Cole - Dabney Coleman - Barbara Coles - Kim Coles - Emy Coligado - Clifton Collins mlajši - Jessica Collins - Misha Collins - Stephen Collins - Madeleine Collinson - Mary Collinson - Russ Columbo - Patrick Combs - Holly Marie Combs - Oliver Conant - Jeff Conaway - Chester Conklin - Joe Conley - Jennifer Connelly - Harry Connick mlajši - Chuck Connors - Mike Connors - Kimberley Conrad - Lauren Conrad - Robert Conrad - William Conrad - Frances Conroy - Kevin Conroy - Richard Conte - Kevin Conway - Tim Conway - Jackie Coogan - Keith Coogan - Carole Cook - Elisha Cook mlajši - Rachael Leigh Cook - Josh Cooke - Keith Cooke - Greg Coolidge - Jennifer Coolidge - Bradley Cooper - Chris Cooper (actor) - Gary Cooper - Jackie Cooper - Merian C. Cooper - Pat Cooper - Teri Copley - Michael Copon - Glenn Corbett - John Corbett - Barry Corbin - Ellen Corby - Henry Corden - Jill Corey - Wendell Corey - Ellie Cornell - Katharine Cornell - Bud Cort - Dan Cortese - Morena Corwin - Dolores Costello - Lou Costello - Kevin Costner - Kami Cotler - Joseph Cotten - Dave Coulier - Catherine E. Coulson - Marguerite Courtot - Tishara Cousino - Laura Cover - Jerome Cowan - Jane Cowl - Courteney Cox - Joshua Cox - Nikki Cox - Ronny Cox - Tony Cox - Wally Cox - Jeanne Coyne - Peter Coyote - Lotta Crabtree - Craig Anton - James Craig (actor) - Yvonne Craig - Jeanne Crain - Bob Crane - Matt Crane - William Henry Crane - Bryan Cranston - Broderick Crawford - Christina Crawford - Cindy Crawford - Joan Crawford - Johnny Crawford - Leanna Creel - Curtis Cregan - Laird Cregar - Richard Crenna - Douglas Croft - Mary Jane Croft - Peter Crombie - James Cromwell - John Cromwell (režiser) - Richard Cromwell (actor) - Hume Cronyn - Bing Crosby - Cathy Lee Crosby - Denise Crosby - Dennis Crosby - Gary Crosby - Kathryn Crosby - Mary Crosby - Alan Crosland - David Cross - Marcia Cross - Suzanne Crough - Lindsay Crouse - Billy Crudup - Tom Cruise - Brandon Cruz - Wilson Cruz - Jon Cryer - Melinda Culea - Kieran Culkin - Macaulay Culkin - Rory Culkin - Zara Cully - Robert Culp - Steven Culp - Robert Cummings - Grace Cunard - Lester Cuneo - Kaley Cuoco - Vince Curatola - Jane Curtin - Valerie Curtin - Ben Curtis (actor) - Jackie Curtis - Jamie Lee Curtis - Kelly Curtis - Ken Curtis - Robin Curtis - Tony Curtis - Vondie Curtis-Hall - Joan Cusack - John Cusack - Charlotte Saunders Cushman - Cynthia Geary - Billy Ray Cyrus - Miley Cyrus - Noah Cyrus - Matt Czuchry (actor) -

## D
Beverly D'Angelo - Patti D'Arbanville - Donna D'Errico - Vincent D'Onofrio - D.B. Woodside - Howard Da Silva - Willem Dafoe - Dan Dailey - Irene Dailey - Bill Daily - James Badge Dale - John Dall - Joe Dallesandro - Abby Dalton - James Daly - Tim Daly - Tyne Daly - Gabriel Damon - Matt Damon - Stuart Damon - Viola Dana - Dorothy Dandridge - Karl Dane - Claire Danes - Rodney Dangerfield - Brittany Daniel - Bebe Daniels - Erin Daniels - Jeff Daniels (actor) - Mickey Daniels - Spencer Daniels - William Daniels - Blythe Danner - Ted Danson - Michael Dante - Tony Danza - Allen Danzinger - Patrika Darbo - Kim Darby - Bobby Darin - Mona Darkfeather - Linda Darnell - James Darren - Frankie Darro - Jane Darwell - Herschel Daugherty - Alexa Davalos - Elyssa Davalos - Richard Davalos - Edward Loomis Davenport - Robert Davi - Keith David - Jim Davidson (actor) - Tommy Davidson - Embeth Davidtz - Marion Davies - Reine Davies - Rosemary Davies - Sammy Davis mlajši - Ann B. Davis - Bette Davis - Brad Davis (actor) - Clifton Davis - Daniel Davis - Destiny Davis - Don S. Davis - Gail Davis - Geena Davis - Hope Davis - Jim Davis (actor) - Jimmie Davis - Kristin Davis - Mac Davis - Bruce Davison - Pam Dawber - Rosario Dawson - Roxann Dawson - Doris Day - Edith Day - Ted de Corsia - Sam De Grasse - Anthony De Longis - Rebecca De Mornay - Drena De Niro - Robert De Niro - James DeBello - Kaylee DeFer - Ellen DeGeneres - Gloria DeHaven - Nicole DeHuff - Cara DeLizia - Heather DeLoach - David DeLuise - Dom DeLuise - Michael DeLuise - Peter DeLuise - Jack DeSena - Rosanna DeSoto - Devin DeVasquez - Joyce DeWitt - James Dean - Jimmy Dean - Loren Dean - Frances Dee - Sandra Dee - Eddie Deezen - Albert Dekker - Kim Delaney - Diane Delano - Dana Delany - Dorothy Dell - Becky DelosSantos - Patrick Dempsey - Alexis Denisof - Brian Dennehy - Sandy Dennis - Bonnie Dennison - Rachel Dennison - Catherine Dent - Bob Denver - Johnny Depp - Bo Derek - John Derek - Bruce Dern - Laura Dern - Cleavant Derricks (actor) - Clinton Derricks-Carroll - Mark Derwin - Pamela Des Barres - Emily Deschanel - Zooey Deschanel - Amanda Detmer - Geoffrey Deuel - Andy Devine - Loretta Devine - Danny DeVito - Colleen Dewhurst - Brad Dexter - Susan Dey - Khigh Dheigh - Jessica Di Cicco - Leonardo DiCaprio - Jamie-Lynn DiScala - Dustin Diamond - Reed Diamond - Alyssa Diaz - Cameron Diaz - Andy Dick - Lucinda Dickey - Angie Dickinson - Vin Diesel - Taye Diggs - Andy Dill (porno zvezda) - Phyllis Diller - Kevin Dillon (actor) - Matt Dillon - Paul Dinello - Peter Dinklage - Shirley Dinsdale - Bob Dishy - Divine (Glen Milstead) - Charles Divins - Richard Dix - Donna Dixon - Robert DoQui - Molly Dodd - Shannen Doherty - Jason Dohring - Ami Dolenz - Meyer Dolinsky - Aubrey Dollar - Jason Dolley - Elinor Donahue - Heather Donahue - Troy Donahue - Brian Donlevy - Kimberly Donley - Elisa Donovan - Tate Donovan - Paul Dooley - Taylor Dooley - Ann Doran - Stephen Dorff - David Dorfman - Samantha Dorman - Michael Dorn - Marie Doro - Terri Lynn Doss - Doug E. Doug - Cameron Douglas - Christopher Douglas - Donna Douglas - Eric Douglas - Illeana Douglas - Jackson Douglas - Melvyn Douglas - Michael Douglas - Gary Dourdan - Brad Dourif - Billie Dove - Tony Dow - Robert Downey, Jr. - Cathy Downs - David Doyle - Jerry Doyle - Brian Doyle-Murray - Billy Drago - Charles Drake - Tom Drake - Polly Draper - Fran Drescher - Louise Dresser - Marie Dressler - Richard Dreyfuss - Deborah Driggs - Bobby Driscoll - Joanne Dru - Fred Dryer - Clea DuVall - Duane Jones - David Duchovny - Haylie Duff - Hilary Duff - Howard Duff - Patty Duffek - Julia Duffy - Karen Duffy - Patrick Duffy - Dennis Dugan - Josh Duhamel - Olympia Dukakis - Patty Duke - David Dukes - Keir Dullea - Margaret Dumont - Donnie Dunagan - Faye Dunaway - Dorothy Dunbar - Michael Clarke Duncan - Sandy Duncan - Elaine Dundy - Brian Dunkleman - Dawn Dunlap - James Dunn (actor) - Nora Dunn - Ryan Dunn - Teddy Dunn - Dominique Dunne - Griffin Dunne - Irene Dunne - Debbe Dunning - Mildred Dunnock - Kirsten Dunst - Daphnée Duplaix - Don Durant - Junior Durkin - Shevonne Durkin - Charles Durning - Michael Durrell - Dan Duryea - Eliza Dushku - Nancy Dussault - Richard Dutcher - Robert Duvall - Shelley Duvall - Ann Dvorak - Alexis Dziena - George Dzundza - 